# Prosimulium diminutum
Prosimulium diminutum är en tvåvingeart som beskrevs av Rubtsov 1956. Prosimulium diminutum ingår i släktet Prosimulium och familjen knott. Inga underarter finns listade i Catalogue of Life.